# Comuna Iakovlivka, Rozdilna
Iakovlivka (în ucraineană Яковлівка) este o comună în raionul Rozdilna, regiunea Odesa, Ucraina, formată din satele Anhelinivka, Iakovlivka (reședința), Rozalivka și Șîroke.

## Demografie
Componența lingvistică a comunei Iakovlivka
     Ucraineană (89,84%)
     Rusă (7,66%)
     Română (1,72%)
     Alte limbi (0,54%)
Conform recensământului din 2001, majoritatea populației comunei Iakovlivka era vorbitoare de ucraineană (89,84%), existând în minoritate și vorbitori de rusă (7,66%) și română (1,72%).